# سام وانغ
سام وانغ (بالإنجليزية: Sam Wang)‏ (و. 1976 – م) هو ممثل، ومغني، وممثل تلفزيوني، وعارض، من تايوان، ولد في تايوان.

## وصلات خارجية
- سام وانغ على موقع IMDb (الإنجليزية)
- سام وانغ على موقع ميوزك برينز (الإنجليزية)
- سام وانغ على موقع قاعدة بيانات الفيلم (الإنجليزية)